# Sainte-Croix (Aveyron)
Sainte-Croix (okzitanisch Santa Crotz) ist eine französische Gemeinde mit 736 Einwohnern (Stand: 1. Januar 2022) im Département Aveyron in der Region Okzitanien (vor 2016 Midi-Pyrénées). Sie gehört zum Arrondissement Villefranche-de-Rouergue und zum Kanton Villeneuvois et Villefranchois. Die Einwohner werden Saint-Cruziens und Saint-Cruziennes genannt.

## Geografie
Sainte-Croix liegt etwa 45 Kilometer westnordwestlich von Rodez. Umgeben wird Sainte-Croix von den Nachbargemeinden La Capelle-Balaguier im Nordwesten und Norden, Ols-et-Rinhodes im Norden, Villeneuve im Norden und Osten, Toulonjac im Südosten, Savignac im Südosten und Süden sowie Martiel im Südwesten und Westen.

## Bevölkerungsentwicklung
| Jahr                       | 1962 | 1968 | 1975 | 1982 | 1990 | 1999 | 2006 | 2019 |
| Einwohner                  | 597  | 539  | 541  | 601  | 608  | 632  | 699  | 745  |
| Quellen: Cassini und INSEE |      |      |      |      |      |      |      |      |

## Sehenswürdigkeiten
- Kirche Sainte-Croix aus dem 15. Jahrhundert, seit 1931 als Monument historique klassifiziert

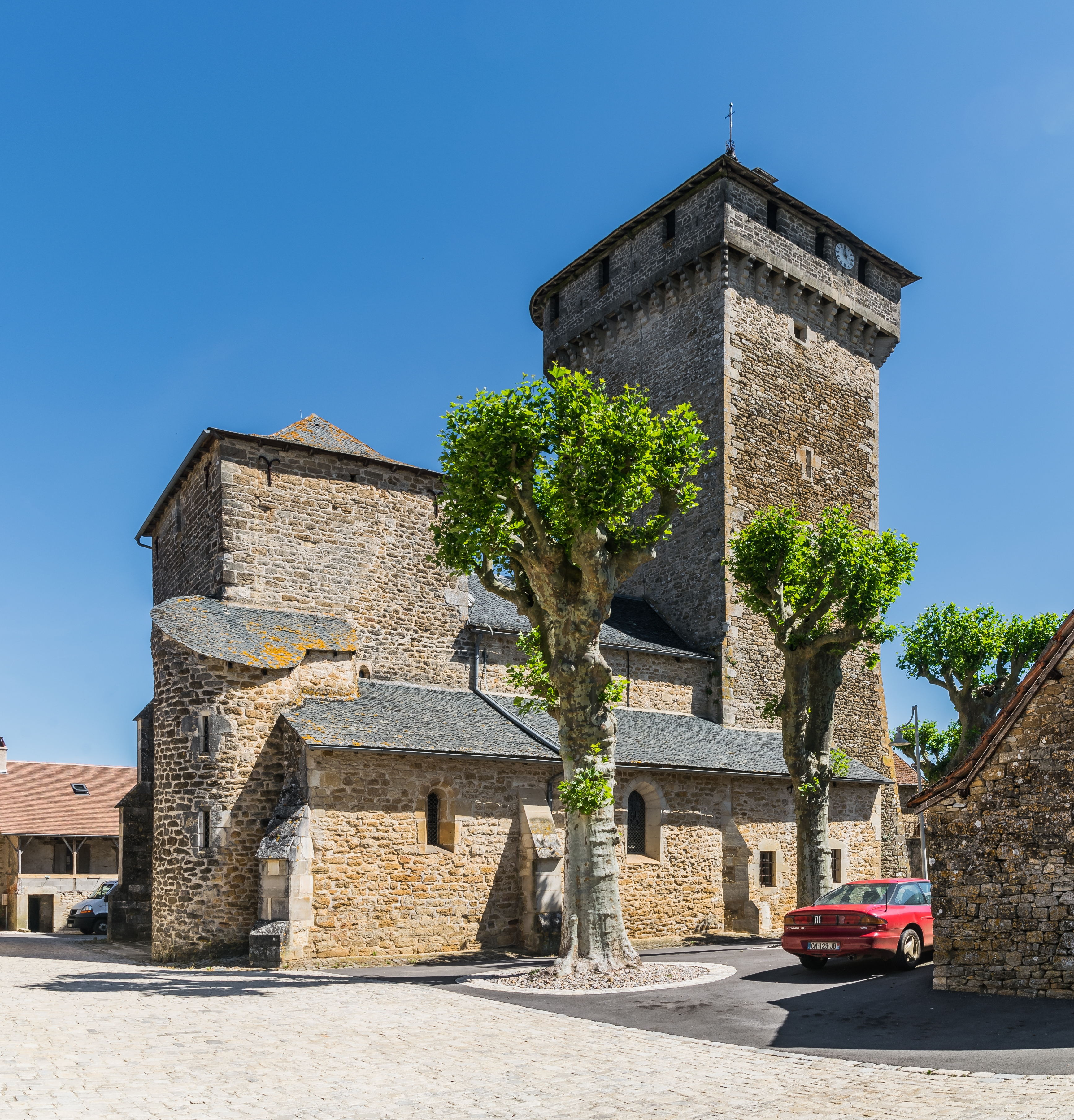
Kirche Sainte-Croix

- Schloss Cénac
- Schloss Saint-Bel

## Persönlichkeiten
- Émile Maruéjouls (1837–1908), Politiker, Minister für Handel, Industrie, Post und Telegraphie (1898, 1902–1905), hier gestorben